# Phytodietus fuscus
Phytodietus fuscus là một loài tò vò trong họ Ichneumonidae.